# Священное Писание — Перевод нового мира
Священное Писание — Перевод нового мира (аббрев. ПНМ, англ. New World Translation of the Holy Scriptures) — перевод Библии, выполненный и изданный религиозной организацией «Свидетели Иеговы» более, чем на 300 языках и широко используемый в религиозной деятельности организации. Новый Завет в этом переводе называется «Христианскими Греческими Писаниями» (или «Греческими Писаниями»), а Ветхий Завет — «Еврейско-арамейскими Писаниями» (или «Еврейскими Писаниями»). Первоначально был издан на английском языке, а переводы на другие языки выполняются с использованием английского перевода.
Последнее пересмотренное издание перевода на английском языке было выпущено в 2013 году. На русском языке оно вышло в 2021 году под названием «Библия. Перевод „Новый мир“». С этого времени под этим же названием в литературе свидетелей Иеговы на русском языке называются и предыдущие издания этого перевода.
Перевод получил как отрицательные, так и положительные оценки знатоков древнегреческого и древнееврейского языков.
В России в 2017—2018 годах Перевод нового мира на русский язык в издании 2007 года был включён в Федеральный список экстремистских материалов. Решение было подвергнуто критике большим числом учёных и общественных деятелей как незаконное и ненаучное.

## Название
Название «Перевод нового мира» основано на библейском тексте из Второго послания Петра (2 Петра 3:13). В этом стихе говорится о «новых небесах и новой земле», которые, согласно взглядам свидетелей Иеговы, представляют собой новое небесное правительство и новое человеческое общество на земле. Будучи уверенными, что современное человеческое общество переживает свои последние дни и стоит на пороге нового мира, свидетели Иеговы считают, что в это время перехода от старого мира к новому особенно нужен перевод Библии, который поможет приобрести «точные знания истины». Это и стало причиной названия — «Перевод нового мира».

## Цель перевода
Предложение выпустить свой перевод Библии было сделано одним из членов Руководящего совета свидетелей Иеговы в 1946 году. Среди основных причин, вызвавших потребность в появлении этого перевода, были названы следующие:
- Большинство переводов Библии, которыми пользовались свидетели Иеговы, были сделаны представителями других религиозных конфессий. По мнению свидетелей Иеговы, в этих переводах отразились небиблейские взгляды, принятые в «христианском мире», а «ясные библейские учения» были затушёваны неясностью и непоследовательностью самих переводов[3][4].
- К 1946 году стали доступными более ранние рукописи (например, книги Исаии в свитках Мёртвого моря), которые не были учтены в предыдущих переводах Библии. Утверждается, что Перевод Нового мира был создан с учётом этих находок, которые во многом прояснили тексты Священного Писания и помогли по-другому посмотреть на знакомые библейские мысли[5].
- По сравнению с прошлыми веками выросло понимание языков оригинала. Особенно этот прогресс в значительной мере наблюдался в XX веке. Бо́льшее понимание древнееврейского, арамейского и древнегреческого языков, на которых писалась Библия, заложили основание для появления новых переводов Библии[6].
- Грамматика и орфография некоторых старых переводов Писания не всегда соответствует грамматике и орфографии современного языка, что в некоторых случаях даже делает эти переводы непонятными для читателя XX века[4].

По словам издателей, именно эти факторы, вместе взятые, и стали причиной появления «Перевода нового мира» в 1950 году на английском языке, а впоследствии на других языках, в том числе и на русском.
При подготовке этого издания были поставлены четыре задачи:
1. Перевод должен быть точным. Он не должен поддерживать и продвигать какие-либо учения, а должен точно следовать смыслу оригинала и быть близким к нему настолько, насколько это возможно.
2. Перевод должен быть последовательным. Одно и то же слово на языке оригинала должно последовательно переводиться одним и тем же словом на современный язык, если это допускает контекст.
3. Перевод должен быть буквальным. В пределах возможного выражения и обороты должны быть переданы буквально, для того чтобы читатель мог увидеть и понять мышление того времени.
4. Перевод должен быть понятным. Он должен быть доступным для простых людей, легко читаться и не вызывать постоянных затруднений в понимании.

Эти цели преследовались как при переводе на английский язык, так и при переводе на все другие языки с однажды переведённого на английский.

### Тираж и языки
По данным правообладателей перевода, общий тираж всех изданий к 2008 году составил 150 млн экземпляров на 70 языках. К февралю 2014 года было напечатано 208 366 928 экземпляров всей Библии в Переводе нового мира или отдельных её разделов на более чем 150 языках, а к 2022 году общий тираж всех изданий перевода составил 243 589 765 экземпляров более чем на 210 языках.

### Влияние на деятельность свидетелей Иеговы
Как считают свидетели Иеговы, в их религиозной деятельности «Перевод нового мира» имеет очень большое значение. Они делают такой вывод из следующих фактов.
- Во Франции после появления «Перевода нового мира» на французском языке примерно за 30 лет было распространено около 2,5 млн его экземпляров, а число свидетелей Иеговы выросло почти в 6 раз.
- В Италии за тот же период было распространено ок. 3,5 млн экземпляров «Перевода нового мира» на итальянском языке, а число свидетелей Иеговы выросло почти в 25 раз.
- В Португалии и Бразилии за эти же 30 лет было распространено 4,5 млн экземпляров «Перевода нового мира» на португальском языке, а количество свидетелей Иеговы в Португалии увеличилось в 22 раза, в Бразилии — в 11 раз.
- В испаноязычных странах в это же время было распространено почти 18 млн экземпляров «Перевода нового мира» на испанском языке, а число свидетелей Иеговы, говорящих на испанском языке увеличилось в 11 раз[13].

С другой стороны, значительный рост числа свидетелей Иеговы отмечался и в тех странах, где «Перевод нового мира» не был издан (например, Россия и страны бывшего СССР в 1990-е годы).

## Структура издания

### Основной текст
Названия и нумерация. Одно из первых бросающихся в глаза отличий «Перевода нового мира» от других переводов — это название двух основных частей Библии. Комитет «Перевода нового мира» отверг общепринятые названия «Ветхий Завет» и «Новый Завет». В «Переводе нового мира» они называются «Еврейско-арамейские Писания» и «Христианские Греческие Писания» соответственно.
Традиция называть две основные части Библии «Ветхим Заветом» и «Новым Заветом» основана на стихе из Библии — из Второго послания Павла к коринфянам (2 Коринфянам 3:14), поэтому Комитет «Перевода нового мира» решил назвать эти части по названию языков, на которых они были написаны, считая, что эти слова не имеют отношения к названию частей Библии, а Священные Писания — это одно целое, и их нельзя делить на устаревшие и действующие части.
В названии книг и нумерации глав и стихов «Перевод нового мира» следует масоретской традиции и переводам Библии на современные европейские языки, а не Септуагинте, которой следует Синодальный перевод. Помимо этого, в некоторых случаях было изменено название отдельных книг в соответствии с принятыми, по мнению авторов перевода, нормами современного литературного русского языка. Все эти отличия можно свести в следующую таблицу:
| Синодальный перевод                                      | Перевод нового мира                                    |
| -------------------------------------------------------- | ------------------------------------------------------ |
| 1-я книга Царств                                         | 1-я книга Самуила                                      |
| 2-я книга Царств                                         | 2-я книга Самуила                                      |
| 3-я книга Царств                                         | 1-я книга Царей                                        |
| 4-я книга Царств                                         | 2-я книга Царей                                        |
| 1-я книга Паралипоменон                                  | 1-я Летопись                                           |
| 2-я книга Паралипоменон                                  | 2-я Летопись                                           |
| Есфирь                                                   | Эсфирь                                                 |
| Псалтирь                                                 | Псалмы                                                 |
| Екклесиаст                                               | Экклезиаст                                             |
| От (Матфея, Марка, Луки, Иоанна) святое благовествование | Благая весть в изложении (Матфея, Марка, Луки, Иоанна) |
| Послание (Римлянам, Галатам, Ефесянам и др.)             | Письмо (Римлянам, Галатам, Эфесянам и др.)             |
| Соборное послание (Иакова, Петра, Иоанна, Иуды)          | Письмо (Иакова, Петра, Иоанна, Иуды)                   |
| Откровение Иоанна                                        | Откровение Иоанну                                      |

Кроме того, сокращения для названий книг, употребляемые в «Переводе нового мира», отличаются от сокращений, принятых в существующих изданиях Синодального перевода и в русской богословской литературе.
Оформление. В «Переводе нового мира» в абзацы выделяются не стихи, а группы стихов, что позволяет при чтении проследить переход от одной мысли к другой. Те части Священного Писания, которые были написаны в стихотворной форме, в «Переводе нового мира» переданы в виде строф. Поэтому хотя при переводе рифма, слог и ритм не сохраняются, но по оформлению абзаца можно увидеть, в каком месте присутствует поэтическая композиция. В некоторых случаях при написании Библии использовалась форма акростиха, при которой каждая последующая строфа или стих начинается со следующей буквы еврейского алфавита. Такие места обозначены в «Переводе нового мира» еврейскими буквами.
Колонтитулы. Для того, чтобы облегчить поиск необходимых мест Библии в «Переводе нового мира», почти на каждой странице верху расположены колонтитулы, в которых кратко упоминается о содержании страницы.
Перекрёстные ссылки. Для более глубокого изучения библейского текста в «Переводе нового мира» есть 125 тысяч перекрёстных ссылок. Они помогают отыскать места Священного Писания, в которых обсуждается тот же вопрос, описывается то же событие, расширяется или рассматривается с другой стороны та же мысль, находится дополнительная биографическая и географическая информация, описание исполнения пророчеств либо место из более ранних Писаний, откуда взята цитата. Эти ссылки приводятся не к стихам, а к отдельным мыслям, словам или фразам. По мнению свидетелей Иеговы, эти ссылки показывают удивительную внутреннюю согласованность Библии.
Сноски. В «Переводе нового мира» к основному тексту по мере необходимости сделаны сноски, в которых находится буквальный перевод слова или фразы, возможные варианты перевода, дополнительная лингвистическая информация, пояснение идиом, игры́ слов или трудных для понимания выражений. В ряде сносок приводятся значения имён, если это необходимо для понимания контекста, дополнительная географическая информация, современный эквивалент денежно-весовых единиц и мер, а также ссылка на один из разделов приложения.

### Дополнительный материал
Библиография. В конце основного текста Священного Писания в «Переводе нового мира» находится библиография с краткой информацией по каждой отдельной книге Библии. В этом разделе содержатся сведения о том, кто, где и когда написал эту книгу, а также о том, какой период времени охватывает содержание книги.
Индекс библейских слов. Представляет собой симфонию объёмом в 154 страницы. В этой симфонии содержится список отобранных слов в алфавитном порядке с ссылками на стихи, в которых эти слова встречаются. С ссылкой приводится небольшой отрывок из самого стиха, помогающий увидеть контекст, в котором встречается это слово.
Индекс слов в сносках. На двух страницах приводится список ключевых слов, которые встречаются в сносках и в колонтитулах с указанием библейских ссылок.
Приложение. В конце издания находится приложение, состоящее из следующих разделов:
1. Божье имя в Еврейских Писаниях
2. Перенос Божьего имени в Греческие Писания
3. Восстановление Божьего имени в Христианских Греческих Писаниях
4. Иисус — богоподобный, божественный
5. «Столб мучений»
6. Присутствие (парусиа) Христа
7. «Душа» — живое существо, человек или животное; жизнь личности, наделённой разумом; другие значения
8. «Шеол», «гадес» — общая могила человечества
9. «Геенна» — символ полного уничтожения
10. «Тартар»
11. «Блуд» — любые незаконные половые отношения
12. Некоторые географические особенности библейских земель
13. Выражения «Ветхий Завет» и «Новый Завет»
14. Денежно-весовые единицы. Меры
15. Библейский календарь
16. Важные события земной жизни Иисуса
17. Различия в нумерации библейских глав и стихов
18. Карта к книге Бытия
19. Карта земель израильских племён
20. Карта объединённого царства Саула, Давида, Соломона
21. Карта Израиля / Палестины во время служения Иисуса

В первых разделах приложения даются пояснения переводчиков по поводу использования имени Бога (Иегова) в Еврейских Писаниях и его переноса в Христианские Греческие Писания, а также причины его использования в «Переводе нового мира». В следующих разделах комментируется перевод некоторых стихов и ключевых понятий, таких как «столб мучений», «присутствие», «душа», «шеол», «гадес», «геенна», «тартар» и «блуд». Во второй части приложения обсуждаются географические особенности той местности, в которой происходили основные библейские события, приводятся карты дохристианской и христианской эпох. Один из разделов показывает соответствие библейского календаря современному григорианскому, проводит описание погодных условий в каждом месяце и перечисляет ветхозаветные ежегодные праздники. В приложение также включена таблица, в которой синхронизированы четыре Евангелия.
Темы для библейских разговоров. Тематический сборник, состоящий из 110 «тем», сформулированных одним предложением и сгруппированных по 44 разделам. В каждой из тем приводятся несколько «мыслей» с ссылками на библейские тексты. Цель этого раздела — помочь свидетелям Иеговы использовать Библию (быстро находить нужные места Писания) в миссионерских беседах с людьми по различным вопросам.

## Характеристики перевода

### Первоисточники

#### Еврейско-арамейские Писания
За основу при переводе текста Еврейских Писаний на английский язык был взят труд Рудольфа Киттеля «Biblia Hebraica» (BHK), впервые вышедший в свет в 1906 году, а впоследствии переработанный им самим и законченный его сподвижниками. В 1977 году этот труд был выпущен под названием «Biblia Hebraica Stuttgartensia» (BHS) и включал в себя множество древнееврейских текстов и их ранних переводов, древнееврейский консонантный текст, масоретский текст и Ленинградский кодекс B 19A. Этот труд был учтён при пересмотре текста «Перевода нового мира» в 1984 году.
Кроме того, при переводе Еврейских Писаний на английский язык во внимание принимались следующие дополнительные источники: свитки Мёртвого моря, арамейские таргумы, Самаритянское Пятикнижие, греческая Септуагинта, старолатинский, коптский, эфиопский, армянский переводы, латинская Вульгата, греческие переводы Акилы, Феодотиона, Симмаха, сирийская Пешитта, древнееврейский текст Гинсбурга, Каирский кодекс, Алеппский кодекс и Петербургский кодекс пророков.

#### Христианские Греческие Писания
За основу при переводе текста Христианских Греческих Писаний на английский язык был взят труд профессоров Кембриджского университета Брука Весткотта и Фентона Хорта, выпущенный в 1881 году, учитывающий древнегреческие тексты и их ранние переводы, Ватиканский, Синайский, Александрийский кодексы, а также кодексы Ефрема и Безы.
Кроме того, при переводе Христианских Греческих Писаний на английский язык во внимание принимались следующие дополнительные источники: старолатинский перевод, латинская Вульгата, исправленные латинские тексты «Сикстина» и «Клементина», коптские переводы, сирийские переводы (Кьюртонская рукопись, Филоксенийский, Гераклийский, Палестинский, Синайский, Пешитта), папирусы Честера Битти, Бодмера, армянский перевод, Textus Receptus (общепринятый текст), «Эмфэтик Дайаглотт», древнегреческие унциальные рукописи — Ватиканский, Синайский, Александрийский кодексы, а также кодексы Ефрема и Безы, греческие тексты Бовера, Мерка, Нестле — Аланда и Объединённых библейских обществ.

### Употребление имени Бога — «Иего́ва»
Кардинальное отличие «Перевода нового мира» от многих других переводов Библии — это широкое употребление имени Бога «Иего́ва». В основном тексте это имя встречается 7210 раз — 6973 раза в Еврейских Писаниях и 237 раз в Греческих Писаниях. Свидетели Иеговы считают, что ими было восстановлено употребление личного имени Бога, где оно вероятно присутствовало в оригинале. В Ветхом Завете, согласно «Biblia Hebraica» (BHK) и «Biblia Hebraica Stuttgartensia» (BHS) тетраграмматон встречается 6828 раз. Он был переведён словом «Иегова» в 6827 местах (кроме Судей 19:18, где по смыслу должно стоять притяжательное местоимение). Ещё 146 раз «Иегова» употребляется в тех местах, где в BHK и BHS стоит слово «Адонай» (или другие слова), если тетраграмматон встречается в надписании к стиху или по другим причинам. В Новом Завете «Иегова» употребляется в тех местах, где в оригинальном тексте Весткотта-Хорта стоит слово «κύριος» («Господь»), однако не во всех случаях, а только там, где тетраграмматон встречается в одном из изданий Нового Завета на еврейском (переводчики приводят сравнительную таблицу для иллюстрации этого). Единственное место, для которого не нашли соответствия переводчики, это 1 Коринфянам 7:17. Во всех остальных случаях (в большинстве они явно указывали на Иисуса) «κύριος» переводится как «Господь». В некоторых случаях имя «Яг» (сокращённая форма от «Иегова») употребляется как буквальный перевод слова аллилуйя (переводится как «восхваляйте Иаг»).

#### Еврейско-арамейские Писания
В «Переводе нового мира» использовано слово «Иегова» во всех тех случаях, где в оригинальном еврейском тексте встречается тетраграмматон (יהוה), и это является одной из главных особенностей данного перевода. Основные причины такого решения:
- В оригинальном еврейском тексте «Biblia Hebraica Stuttgartensia», на котором основан «Перевод нового мира», тетраграмматон (יהוה) появляется 6828 раз, что, по мнению переводчиков, свидетельствует о том, что ветхозаветные писатели свободно и часто использовали имя Бога в своих рукописях.
- «Перевод нового мира» был не первым переводом, где тетраграмматон последовательно передан именем «Иегова»[31].
- В 1930-х годах был найден папирусный свиток (папирус Фуада 266) с текстом Септуагинты — самого старого известного перевода книг Ветхого Завета на греческий язык. В этом свитке в греческом тексте использовался тетраграмматон.

В «Переводе нового мира» в Еврейских Писаниях Бог называется по-разному, но чаще всего именем Иегова. Для сравнения ниже приведён список слов, относящихся к Богу, которые встречаются в этом переводе в Еврейских Писаниях (в редакции, актуальной на 2004 год):
- Иегова — 6 973 раза
- Бог — 2 605 раз
- Всемогущий — 48 раз
- Господь — 40 раз
- Творец — 25 раз
- Создатель — 7 раз
- Отец — 7 раз
- Древний Днями — 3 раза
- Великий Наставник — 2 раза

Кроме того, Аллилуйя – выражение, транслитерированное (не переведённое) с еврейского языка и появляющееся в псалмах 24 раза – в «Переводе нового мира» передано словосочетанием «восхваляйте Иаг». Иаг – это сокращение от имени Иегова, которое встречается в оригинале более 50 раз, чаще всего в поэзии.
В основном тексте Греческих Писаний это имя появляется 237 раз в следующих стихах:
Матфея 1:20, 22, 24; 2:13, 15, 19; 3:3; 4:4,  7,  10;  5:33; 21:9, 42; 22:37, 44; 23:39; 27:10; 28:2

Марка 1:3; 5:19; 11:9; 12:11, 29, 29, 30, 36; 13:20

Луки 1:6, 9, 11, 15, 16, 17, 25, 28, 32, 38, 45, 46, 58, 66, 68, 76; 2:9, 9, 15, 22, 23, 23, 24, 26,   39;   3:4;   4:8,   12,   18,   19; 5:17; 10:27; 13:35; 19:38; 20:37, 42

Иоанна 1:23; 6:45; 12:13, 38, 38

Деяния 1:24; 2:20, 21, 25, 34, 39, 47; 3:19, 22; 4:26, 29; 5:9, 19; 7:31, 33, 49, 60; 8:22, 24, 25, 26, 39; 9:31; 10:33; 11:21; 12:7, 11, 17, 23, 24; 13:2, 10, 11, 12, 44, 47, 48, 49; 14:3, 23; 15:17, 17, 35, 36, 40; 16:14, 15, 32; 18:21, 25; 19:20; 21:14

Римлянам 4:3, 8; 9:28, 29; 10:13, 16; 11:3, 34; 12:11, 19; 14:4, 6, 6, 6, 8, 8, 8, 11; 15:11

1 Коринфянам 1:31; 2:16; 3:20; 4:4, 19; 7:17; 10:9, 21, 21, 22, 26; 11:32; 14:21; 16:7, 10

2 Коринфянам 3:16, 17, 17, 18, 18; 6:17, 18; 8:21; 10:17, 18

Галатам 3:6

Эфесянам 2:21; 5:17, 19; 6:4, 7, 8

Колоссянам 1:10; 3:13, 16, 22, 23, 24

1 Фессалоникийцам 1:8; 4:6, 15; 5:2

2 Фессалоникийцам 2:2, 13; 3:1

2 Тимофею 1:18; 2:19,  19; 4:14

Евреям 2:13;  7:21; 8:2, 8, 9, 10, 11; 10:16, 30; 12:5, 6; 13:6

Иакова 1:7, 12; 2:23, 23; 3:9; 4:10, 15; 5:4, 10, 11, 11, 14, 15

1 Петра 1:25; 3:12, 12

2 Петра 2:9, 11; 3:8, 9, 10, 12

Иуды 5, 9, 14

Откровение 1:8; 4:8, 11; 11:17; 15:3, 4; 16:7; 18:8; 19:6; 21:22; 22:5, 6
В этом отношении «Перевод нового мира» на русском языке — не исключение. В Синодальном переводе, изданном в 1876 году, имя Бога — Иегова — появляется девять раз, включая подстрочные сноски (Бытие 22:14; Исход 3:14 (в некоторых изданиях); 6:3 (в сноске к слову «Господь»); 15:3; 17:15; 33:19; Судей 6:24; Осия 12:5), а в сделанном ранее переводе архимандрита Макария это имя используется гораздо чаще. В свою очередь архимандрит Макарий следовал традициям профессора еврейского языка Герасима Петровича Павского, который сделал перевод почти всех 39 книг Ветхого Завета и тоже использовал при этом имя Бога «Иегова».

#### Христианские Греческие Писания
Хотя имя Бога и находится в оригинальном еврейском тексте Библии в виде тетраграмматона (יהוה), но примечательной чертой этого перевода было появление имени Бога в Христианских Греческих Писаниях, так как на сегодняшний день не найдено ни одной рукописи Нового Завета на древнегреческом языке, где встречалось бы имя Бога, Иегова. И переводчики признают это. Поэтому в «Переводе нового мира» в Христианских Греческих Писаниях это имя появляется на месте слов κύριος (Господь) и Θεòς (Бог), находящихся в оригинальном тексте доступных на сегодня рукописей.
Переводов Нового Завета, в которых встречается имя Бога, немного. И тем не менее, Перевод нового мира не первый и не единственный в своём роде. Только на немецком языке существует как минимум 11 переводов Нового Завета, в которых появляется имя Бога либо в форме «Иегова» либо в форме «Яхве», а в более чем в семидесяти переводах это имя используется в примечаниях или комментариях. На семи тихоокеанских языках, в том числе на языке раротонга, в переводах Нового Завета, сделанных в XIX и XX веках, имя «Иегова» встречается в 72 стихах. Начиная с XIV века и до XX века имя Бога «Иегова» появлялось в некоторых переводах Нового Завета на еврейский, а также на африканские, азиатские, американские и европейские языки.
Комитет «Перевода нового мира» указал такие причины использования имени Бога в переводе Нового Завета:
- Существующие рукописи Нового Завета — это не оригиналы, а их копии, большинство из которых были сделаны в IV веке н. э. и в последующих столетиях. Также свидетели Иеговы утверждают, что отсутствие Божьего имени в тексте Нового Завета выглядит как «неожиданное исчезновение», так как это имя активно употреблялось в Ветхом Завете[38].
- Переводчики рассматривают слова Иисуса «Да святится имя твоё» (Матф. 6:9) и «Я открыл твоё имя людям» (Иоан. 17:6) как доказательство того, что Иисус восстановил практику обращения к Богу по имени[39].
- Евангелие от Матфея не на греческом, а на арамейском либо на еврейском языке[40]. Так как Матфей цитировал Ветхий Завет непосредственно из Писаний на еврейском языке, в которых никогда не удалялось и не заменялось имя Бога (יהוה), то переводчики предполагают, что вместе с цитатами тетраграмматон (יהוה) должен был попасть и в его Евангелие.
- Еврейский текст Евангелия от Матфея, который находится в труде еврейского врача XIV века Сим-Тоба бен Исаака Ибн Шапрута. В нём 19 раз встречается выражение хаШем (буквально «Имя») как в цитатах из Ветхого Завета на месте тетраграмматона (יהוה), так и в авторском тексте. Предполагают, что он относится к I — IV векам н. э.[41]
- Остальные же писатели Библии на греческом языке, ссылаясь на Ветхий Завет, делали цитаты из Септуагинты, в которой изначально имя Бога было сохранено в форме тетраграмматона (יהוה), а не переведено словами κύριος (Господь) и Θεòς (Бог)[42].
- Имя Бога используется переводчиками в тех местах, где оно встречается в переводах на еврейский язык[43]. Хотя в некоторых случаях, когда эти еврейские переводы передают κύριος (Господь) как Иегова, используя тетраграмматон (יהוה), «Перевод нового мира» отходит от практики этих источников (например, в 1 Петра 3:15, где в девяти еврейских переводах вместо κύριος (Господь) стоит Иегова)[44]. Самые ранние из этих переводов датируются XIV веком.
- Другие переводчики также пытались восстановить имя Бога в Новом Завете. Так, например, английский поэт и философ XVIII века Сэмюэл Тейлор Кольридж по этому поводу сказал: «Почему с еврейского на английский продолжают переводить из вторых рук — через Септуагинту? Разве не принято нами еврейское слово „Иегова“? Разве κύριος, Господь, слово, которое появляется во многих местах в Септуагинте,— не греческий заменитель еврейского слова „Иегова“? Почему бы не восстановить первоначальное слово и скрупулёзно не переводить „Иегова“ словом „Иегова“ в Ветхом Завете, а каждый стих в Новом Завете, где цитируется Ветхий, переводить, сохраняя имя на еврейском, как оно записано в цитируемом тексте?»[45].

### Отказ от традиционных терминов
В «Переводе нового мира» отсутствуют некоторые устоявшиеся и традиционные библейские термины. По словам самих переводчиков, это объясняется желанием как можно лучше передать смысл оригинала, опираясь не на традиционное и общепринятое понимание, а на значения, в которых эти слова употреблялись в классическом греческом языке. Так, например, греческое слово παρουσία (парусия), обычно переводимое словом «пришествие» в «Переводе нового мира» передано словом «присутствие».
Другие примеры:
- Агнец Божий — Ягнёнок Бога (Ин. 1:36)
- ад — гадес (Лк. 16:23)
- акриды — саранча (Мф. 3:4)
- бесы — демоны (Мк. 1:39)
- благодать — незаслуженная доброта (Ин. 1:17)
- блаженны — счастливы (Мф. 5:3)
- виноградари — земледельцы (Лк. 20:10)
- век — система вещей (Мф. 28:20)
- виссон — лён (Лк. 16:10)
- волхвы — астрологи (Мф. 2:1)
- девы — девушки (Мф. 25:1)
- евангелие — благая весть (Мк. 1:14)
- корабельщики — матросы (Отк. 18:17)
- кормчий — капитан (Отк. 18:17)
- крест — «столб мучений» (Ин. 19:25). См. Форма орудия казни Иисуса
- лоно Авраама — грудь Авраама (Лк. 16:22)
- мытарь — сборщик налогов (Мф. 9:10)
- обувь — сандалии (Мк. 1:7)
- орала — лемеха (Иоил. 3:10)
- пакибытие — воссоздание (Мф. 19:28)
- племена — нации (Отк. 17:15)
- притчи — примеры (Мк. 4:2)
- рождество — рождение (Мф. 1:18)
- секира — топор (Мф. 3:10)
- синедрион — верховный суд (Мф. 5:22)
- смоковница — инжир (Ин. 1:50)
- чародейство — спиритизм (Отк. 9:21)
- чрево — внутренности (Мк. 7:19)
- чресла — бёдра (Мф. 3:4)

### Отличия в словах близких по смыслу
С точки зрения свидетелей Иеговы большое внимание в «Переводе нового мира» было уделено передаче слов очень близких по смыслу в языке оригинала. Переводчики считают, что они постарались передать на современные языки не только основное значение этих слов, но и их оттенки. Один из таких случаев это Евангелие от Матфея 24:3, 13. В этих стихах в переводе епископа Кассиана на месте однокоренных и близких по смыслу греческих слов, но отличающихся по значению, стоит одно и то же слово «конец», в то время как в «Переводе нового мира» в 3 стихе используется слово «завершение», а в 13 — слово «конец». Таким образом, внимание читателя обращается на отличия похожих слов, существующие в греческом тексте.
В разных языках времена глаголов имеют разную структуру. По мнению свидетелей Иеговы, в «Переводе нового мира» аккуратно и точно переданы времена глаголов древнегреческого текста на современные языки. С их точки зрения об этом может свидетельствовать следующий факт — в известном высказывании Христа «стучите, и отворят вам» Матфея. 7:7) греческий глагол «стучите» имеет значение продолжительного действия. Поэтому в «Переводе нового мира» эти слова звучат «продолжайте стучать — и вам отворят». Таким образом, введением слова «продолжайте» в данном случае достигается более точная передача смысла, потому что речь идёт не об однократном, а о длительном и настойчивом действии.

### Последовательность в передаче ключевых понятий
В некоторых случаях, когда, по мнению свидетелей Иеговы, имеет место неверное понимание каких-либо библейских учений, ключевые понятия, влияющие на суть этих учений, были последовательно переведены одними и теми же словами, а иногда даже транслитерированы на современные языки.
Некоторые примеры такой последовательности — это еврейские (נפש, нефеш) и греческие (ψυχη, психе) слова, переводимые словом «душа», слово πορνεια (порнейа), переведённое как «блуд», ξύλον (ксилон), переведённое как «столб», и σταυρός (ставрос), переведённое как «столб мучений». В «Переводе нового мира» везде, где это возможно, последовательно используется одно и то же слово. В противном случае об этом упоминается в сноске. А слова «шеол» и «гадес» в «Переводе нового мира» — это транслитерации еврейского слова שאול (шеол) и греческого слова άδης (адис), которые в других переводах передаются словами «ад», «могила», «преисподняя» и т. п. Благодаря этому читатель может проследить, как и в каком смысле используются слова «душа», «шеол» и «гадес» в тексте оригинала. Такой подход, по словам переводчиков, необходим для того, чтобы прояснить вопрос о том, умирает ли душа после смерти и что происходит с умершими.

### Допустимые варианты перевода
В некоторых случаях отличия «Перевода нового мира» от других переводов, значительно меняющие смысл библейского текста, объясняются допустимыми вариантами перевода. Один из примеров — это Евангелие от Луки 23:43. В синодальном переводе этот стих звучит так: «И сказал ему Иисус: истинно говорю тебе, ныне же будешь со Мною в раю». В «Переводе нового мира»: «Он ответил ему: „Истинно говорю тебе сегодня: ты будешь со мною в Раю“». Изменения в пунктуации в данном случае совершенно меняют смысл сказанного. Но и тот и другой вариант перевода допустим, так как в древнегреческом языке отсутствовали знаки препинания, и переводчики расставляют их в зависимости от их восприятия Священного Писания в целом, не ограничиваясь отдельной фразой. Поэтому в «Переводе нового мира» в сноске к этому стиху говорится следующее: «В древнегреческом тексте не было знаков препинания. В этом переводе двоеточие стоит после „сегодня“, потому что такое понимание подтверждается другими библейскими стихами, такими, как Иоанна 20:17; Деяния 1:1-3; 10:40; 1 Коринфянам 15:20; Колоссянам 1:18».

### Отсутствие некоторых стихов
В «Переводе нового мира» отсутствуют некоторые стихи либо их части, которые есть в других переводах Библии. Со слов переводчиков это объясняется тем, что эти стихи отсутствуют в греческом тексте Весткотта и Хорта, который был положен в основу «Перевода нового мира», либо их нет в других более древних греческих манускриптах. Один из таких примеров — 1 Иоанна 5:7, 8. В сравнении с Синодальным переводом в «Переводе нового мира» отсутствие целой фразы (Ибо три свидетельствуют на небе: Отец, Слово и Святый Дух; и Сии три суть едино) объясняется в сноске тем, что в отличие от латинской Вульгаты в редакции Климента и некоторых других манускриптов, в более ранних текстах, а именно в Александрийском, Ватиканском и Синайском кодексах, в латинской Вульгате Иеронима, в сирийской Пешите и в сирийском филоксеновском-гарклейском переводе эти слова отсутствуют. Такая же картина по тем же причинам наблюдается и в других современных переводах Библии на русский язык.
| Синодальный перевод | Перевод нового мира                                                              | Перевод еп. Кассиана                                                     | Перевод В. Кузнецовой                                                                              | Греческий текст Весткотта-Хорта                                                                |
| --- | -------------------------------------------------------------------------------- | ------------------------------------------------------------------------ | -------------------------------------------------------------------------------------------------- | ---------------------------------------------------------------------------------------------- |
| Ибо три свидетельствуют на небе: Отец, Слово и Святый Дух; и Сии три суть едино. И три свидетельствуют на земле: дух, вода и кровь; и сии три об одном. | Итак, есть три свидетеля: дух, вода и кровь, и все три в согласии друг с другом. | Потому что есть три свидетеля, Дух и вода и кровь, и все три — об одном. | Ведь есть три свидетеля: Дух, вода и кровь. И все три свидетеля свидетельствуют об одном и том же. | ὅτι τρεῖς εἰσιν οἱ μαρτυροῦντες τὸ πνεῦμα καὶ τὸ ὕδωρ καὶ τὸ αἷμα καὶ οἱ τρεῖς εἰς τὸ ἕν εἰσιν |

В комментарии к этому стиху в одном из изданий Синодального перевода признаётся, что «слова о трёх свидетельствующих на небе ни в одной из древних рукописей не значатся и были, по-видимому, позднее приписаны». Эту проблему исследовал ещё Исаак Ньютон. Отсутствующие в древних текстах слова апостола Иоанна, по мнению Ньютона, были добавлены блаженным Иеронимом (ок. 347 — ок. 420 гг.), который «с той же целью вставил прямое указание на Троицу в свою версию [Библии]». По мнению К. Кюнстля, указанная тринитарная интерполяция в Послании Иоанна (1 Ин 5.7) принадлежала не Иерониму, а Присциллиану, епископу г. Авилы (Испания), жившему в IV веке. В итоге своего исследования о текстологических подделках Писания Ньютон пришёл к следующему обобщающему выводу: «Из этих примеров ясно следует, что Писания были сильно искажены в первые века [христианской эры] и особенно в IV веке во время арианских споров».
В то же время проблема т. н. Comma Johanneum является неоднозначной и спорной. Отсутствуя во всех известных древних греческих рукописях, этот фрагмент присутствует в Вульгате и некоторых других общепринятых переводах.

## Организация перевода
В настоящий момент «Перевод нового мира» существует на многих языках, но из всех их перевод непосредственно с языков оригинала был сделан только на английский. На всех остальных языках, хотя переводчики и работают вплотную с текстами и языками оригиналов, за основу берётся «Перевод нового мира» на английском языке. Поэтому существуют две схемы, по которым велась и ведётся работа над «Переводом нового мира».

### Перевод на английский язык
Для работы над новым переводом Библии в 1947 году был сформирован Комитет «Перевода нового мира». Он состоял из свидетелей Иеговы, которые относят себя к группе помазанных христиан. До сих пор не существует официальных сведений о составе этого Комитета. Все его члены пожелали остаться неизвестными, как при своей жизни, так и после своей смерти.
«Перевод нового мира» на английский язык был сделан непосредственно с текста оригиналов на еврейском и греческом языках. В течение 35 лет работы Комитета «Перевода нового мира» вышли в свет следующие издания:
Христианские Греческие Писания — Перевод нового мираПервое издание, подготовленное Комитетом «Перевода нового мира», называлось «Христианские Греческие Писания — Перевод нового мира». Оно вышло в свет в 1950 году и включало в себя перевод греческого текста на английский язык от книги Матфея до книги Откровение.
Еврейские Писания — Перевод нового мираС 1953 года по 1960 год отдельными томами (всего их было пять) по частям выходил перевод на английский язык Ветхого Завета.
Священное Писание — Перевод нового мираВ 1961 году появилось полное однотомное издание всей Библии, в которое вошли пересмотренные пять томов Еврейских Писаний и Христианские Греческие Писания. С 1961 года полное издание «Священное Писание — Перевод нового мира» на английском языке пересматривалось 4 раза, последнее было сделано в 1984 году. В это издание кроме самого текста перевода в настоящий момент входит колонка с параллельными местами, таблица книг Библии, в которой указана общая информация об их авторе, месте и времени написания, приложение, карты и симфония.
Священное Писание — Перевод нового мира с примечаниями«Священное Писание — Перевод нового мира с примечаниями» появилось в 1984 году. Оно содержит в себе всё то, что есть в обычном издании «Священное Писание — Перевод нового мира» и вдобавок к этому 11 400 сносок, поясняющих сделанный перевод либо дающих альтернативные варианты перевода. К тому же в этом издании содержится расширенное приложение, состоящее из 43 тем, а во вступлении делается обзор источников, которыми пользовался Комитет «Перевода нового мира».
Греческие Писания — Подстрочник ЦарстваВ 1969 году для дополнительных исследований было выпущено издание «Греческие Писания — Подстрочник Царства». На страницах этого издания в левой колонке находится «Греческий Новый Завет» под редакцией Б. Ф. Весткотта и Ф. Дж. А. Хорта, между строк которого находится буквальный перевод каждого отдельного слова на английский язык, а в правой — английский текст «Перевода нового мира». В 1985 году вышло его второе издание, содержащее текст «Перевода нового мира» 1984 года.

### Перевод на другие языки
Для координации работы над «Переводом нового мира» на другие языки в 1989 году в главном управлении свидетелей Иеговы под руководством Писательского комитета Руководящего совета был образован Отдел по обслуживанию переводческих групп. В этом отделе был разработан специальный метод и компьютерное программное обеспечение, позволяющие ускорить перевод на другие языки. Методика перевода систематизирует работу, а компьютерная система упорядочивает и ускоряет её.
Для того, чтобы начать работу над переводом, формируется переводческая группа из числа свидетелей Иеговы, которые имеют опыт в этой работе. Чтобы избежать субъективности, перевод делается коллективно. Группа проходит необходимое обучение методике перевода и работе с компьютерными программами. «Перевод нового мира» на другие языки делается с английского издания при непосредственной работе с текстами и языками оригиналов. Перевод осуществляется в два этапа.
На первом этапе переводческая группа работает со списком всех слов, которые используются в английском издании «Перевода нового мира». В компьютерной системе слова сгруппированы по значению. Это необходимо, чтобы увидеть близкие, но отличающиеся по смыслу слова и передать разницу в оттенках при переводе. На основе этого подготавливается список слов-эквивалентов. При подборе слов-эквивалентов компьютерная система позволяет получить обширную информацию по каждому еврейскому или греческому слову из оригинального текста со всеми вариантами его перевода в зависимости от контекста. Дополнительные функции в компьютерной системе позволяют проследить все взаимосвязи в английском тексте и в оригиналах на еврейском и греческом языках для того, чтобы увидеть различные варианты перевода одного и того же слова и уловить смысловые оттенки. По именам собственным, животным, растениям, минералам, цветам, болезням, инструментам, одежде, пище и жертвоприношениям даются не только филологические, но и дополнительные энциклопедические сведения. На этом этапе переводческая группа непосредственно контактирует и работает с языком оригинала. После того, как вся группа пришла к единому мнению по всем словам-эквивалентам, работа переходит ко второму этапу.
На втором этапе работы в компьютерной системе на основе английского текста «Перевода нового мира» формируется текст из слов-эквивалентов с номерами, которые ссылаются на еврейские и греческие слова оригинала. Для того, чтобы текст получился гладким и естественным, программа предоставляет доступ к комментариям, помогающим его окончательно отредактировать и, если необходимо, перефразировать. В процессе работы переводческая группа имеет доступ к постоянно обновляющейся базе данных, в которой из разноязычных переводческих групп накапливаются вопросы по переводу и ответы на них из главного управления свидетелей Иеговы или, если это необходимо, может консультироваться с Отделом по обслуживанию переводческих групп для получения помощи в сложных вопросах. После окончания работы готовый текст сдаётся на корректуру.

## Издание 2013 года
Издание ПНМ, которое сначала стало доступно на английском языке 5 октября 2013 года. На региональных конгрессах 3 июля 2014 года на Украине и в США было объявлено о выпуске ПНМ на украинский язык (Біблія. «Переклад Нового Світу») (планируется выход и на другие языки). Это издание претерпело ряд существенных изменений. Они затронули как структуру самого издания (приложения, карты, параллельные места), так и сам библейский текст. Однако изменения текста прослеживаются главным образом в английском издании, текст же издания 2013 года на русском остался без изменений. Сохранены также колонтитулы, количество параллельных мест, приложения. Издание отличается только обложкой и наличием серебряного среза.

### Особенности структуры
В самом начале издания расположены 20 вопросов, озаглавленные общей темой «Введение в Божье Слово». Вопросы затрагивают основные библейские учения. К каждому вопросу приводится несколько цитат из Библии, с помощью которых читатель может сам найти ответ. Этот раздел также снабжён цветными иллюстрациями.
Перед каждой библейской книгой расположено её короткое содержание.
Добавлен словарь библейских терминов.
Добавлены новые приложения. Например, объяснение принципов, которыми руководствовались переводчики при подготовке этого издания, вынесено в отдельное приложение. Приложения из прошлого издания либо переработаны, либо убраны.
Было уменьшено количество параллельных мест и убраны колонтитулы.
Изменён шрифт текста, а также разбивка на абзацы в некоторых местах.
В английском тексте теперь никак не обозначается разница между словами «Ты» и «Вы» (в английском языке эти слова пишутся одинаково «You»). В прошлом издании эта разница выделялась с помощью двух различных шрифтов.

### Особенности текста
Ниже приводятся изменения, которые прослеживаются в издании на английском языке и на языках, на которых ПНМ доступен давно (не все эти изменения затронули русское издание).
Использование современного английского языка. Переводчики отметили, что некоторые слова и понятия устарели за последние полвека. Как пример они приводят слово «многострадальный» (англ. «long-suffering»), и говорят, что сейчас оно скорее передаёт мысль о том, кто много страдает. «Идея же стиха скорее указывает на сдержанность и лучше передаётся термином „терпение“ (англ. „patience“)». В издании ПНМ 2013 года в тексте Галатам 5:22 в основном тексте стоит «терпение», а в сноске даётся значение «многострадальный». И тот и тот перевод допускает стоящее там греческое слово. В текущем русском издании (2007 год) в этом месте уже стоит слово «долготерпение». Слово «блудница» (англ. «harlot») заменено на «проститутка» (англ. «prostitute»). Были изменены и другие устаревшие слова.
Прояснение библейских выражений. Некоторые слова и библейские выражения могут быть неизвестны читателю или использоваться в непривычном для него смысле (например, слово «почки» иногда используется не для обозначение буквального органа, а для описания сокровенных мыслей человека). Вместо транслитерированных слов «шеол» и «гадес» в основном тексте стоит слово, более близкое, по мнению переводчиков, к их значению: «Могила» (с заглавной буквы). Слова «шеол» и «гадес» указываются в сноске.
Термин «душа» может означать, по мнению переводчиков: человека, его жизнь, живых существ, и др. Теперь оно заменяется словом наиболее близким по значению, а само слово «душа» даётся в сноске. Другие слова, которых коснулись подобные изменения: «почки», «жир», «плоть», «рог».
Улучшена читаемость. Для повышения лёгкости чтения изменена передача форм некоторых глаголов. Например, для передачи отличия перфекта и имперфекта еврейских глаголов в прошлом издании (англ. 1984 год) были использованы дополнительные английские слова: «proceeded to», «went on to» и другие. В результате чего они повторялись в тексте тысячи раз (для русского издания 2007 года подобное не характерно). В новом издании в тех местах, где это не влияло на смысл, они были опущены.
Пример передачи Бытие 1:3 в разных изданиях:
«And God proceeded to say: „Let light come to be.“ Then there came to be light.» (англ. 1984)
«И сказал Бог: „Пусть будет свет“. И появился свет.» (рус. 2007)
«And God said: „Let there be light.“ Then there was light» (англ. 2013)
По результатам исследования свитков Мёртвого моря и других древних рукописей в новом издании Божье имя употребляется ещё в 6 местах: Судей 19:18; 1 Самуила 2:25; 6:3; 10:26; 23:14; 23:16.
Изменения в передачи рода еврейских слов. В новом издании не столь строго передаётся род еврейских слов, в тех местах, где строгая передача усложняет понимание смысла. Например, слово, которое в прошлом издании передавалось как «мальчик, оставленный без отца» (из-за мужского рода еврейского слова) теперь переводится как «сирота», поскольку из смысла стиха можно заключить, что имеется в виду ребёнок, мальчик или девочка, без отца.
Сравнение Исход 22:22 в разных изданиях:
«YOU people must not afflict any widow or fatherless boy» (англ. 1984)
«Не обижайте вдову и сироту» (рус. 2007)
«You must not afflict any widow or fatherless child» (англ. 2013)

## Критика
«Перевод нового мира» получил множество критических замечаний от представителей большинства традиционных христианских церквей и библейских обществ. Специалисты[кто?] в области древнегреческого языка и иврита неоднозначно оценивают этот перевод.
Так, по мнению критиков перевода, несмотря на поставленные цели относительно точности и последовательности, предлагаемые прочтения не только необъективны, но и представляют собой изменения и дополнения к библейскому тексту. В частности, по мнению баптистского проповедника Н. В. Порублёва, у свидетелей Иеговы получился «весьма искажённый перевод Слова Божия. Невзирая на возмущение библейских лингвистов и знатоков еврейского и греческого языков, журнал свидетелей Иеговы „Сторожевая башня“ продолжает выпускать перевод Библии и делать подобные переводы на другие языки».
В то же время свидетели Иеговы утверждают, что существуют учёные, которые положительно оценивают данный перевод. Эти учёные дают оценку не русской, а английской версии данного перевода.
Например, Джейсон Бидун, профессор религиоведения Университета Северной Аризоны в США, сравнивая Перевод нового мира с рядом других переводов Библии на английский язык (он указывает, что выбрал самые значимые по его мнению переводы) отметил, что из них он — самый точный, хотя он согласен не со всеми решениями, принятыми при переводе.
Также профессор С. МакЛейн Гилмор отмечал, что переводческий комитет обладал необычайной компетентностью в греческом и сделал текст Весткотта-Хорта основой для своего перевода Нового Завета.
В отношении вариантов перевода того или иного текста считается, что «если некоторый текст в своём контексте может иметь больше одного разумного прочтения, переводчик неизбежно делает выбор. Если такое место имеет богословское значение, разумеется, переводчик выбирает то прочтение, которое согласуется с его богословием». Проблему влияния богословских взглядов на перевод Библии и его оценку рассматривает лингвист Р. Фурули.

### Употребление имени Иегова в Новом Завете
Христианские богословы считают практику употребления имени Иегова в тексте Нового Завета совершенно необоснованной. Имя Иегова отсутствует во всех известных древних рукописях Нового Завета на языке оригинала. Кроме того, нет никаких упоминаний данного имени во всех документах по истории раннего христианства, как христианского, так и языческого или иудейского происхождения. Только в некоторых случаях в рукописях встречается тетраграмматон, но без транскрипции на другой язык. Хотя переводчик Библии Иероним в своём прологе к книгам Царств упоминал, что в его времена ещё можно было найти старые свитки Ветхого Завета на греческом, содержащие тетраграмматон.
Причины, по которым свидетели Иеговы использовали имя Бога в 237 местах Нового Завета, изложены авторами перевода в приложении к нему. Критику аргументации см. в брошюре «Имя Бога в переводе нового мира».
Некоторые критики также считают, что отсутствие обвинений Иисуса со стороны фарисеев в этом, с их точки зрения, кощунственном отношении к имени, говорит в пользу того, что Иисус и Его ученики не произносили Божьего имени в обиходной речи, ибо фарисеи непременно воспользовались бы этим фактом, дабы обвинить Иисуса. Ведь, согласно Талмуду, в наступающий райский мир не будет принят тот, «кто произносит имя соответственно его буквам» (Мишна. Санхедрин 10:1), и «кто отчётливо произносит имя, тот повинен в смертельном грехе» (Песикта, 148 а).
Также, по мнению критиков, неоднозначной является выбранная транскрипция тетраграмматона (Иегова), поскольку она была принята именно в церковной традиции как совместное употребления согласных тетраграмматона (YHWH) с гласными другого именования Бога у иудеев (Адонай). Более поздние исследования этого вопроса показали, что с большей вероятностью правильнее употреблять именно транскрипцию Яхвэ (или Яхва). В настоящее время в публикациях свидетелей Иеговы отмечается: «Сегодня никто из людей не знает точно, как это имя звучало по-еврейски… Многие учёные отдают предпочтение форме „Яхве“, но полной уверенности в том, что эта форма правильная, нет».

### Искажение смысла оригинала
По мнению ведущего научного сотрудника Института востоковедения РАН, консультанта Института перевода Библии, доктора филологических наук А. С. Десницкого, самый яркий пример искажения смысла греческого текста в ПНМ — это стихи Колоссянам 1:16, 17.
Греческий текст этих стихов издания Вескотта-Хорта: «ἐν αὐτῷ ἐκτίσθη τὰ πάντα ἐν τοῖς οὐρανοῖς καὶ ἐπὶ τῆς γῆς, τὰ ὁρατὰ καὶ τὰ ἀόρατα, εἴτε θρόνοι εἴτε κυριότητες εἴτε ἀρχαὶ εἴτε ἐξουσίαι· τὰ πάντα δι’ αὐτοῦ καὶ εἰς αὐτὸν ἔκτισται· καὶ αὐτός ἐστιν πρὸ πάντων καὶ τὰ πάντα ἐν αὐτῷ συνέστηκεν».
ПНМ на английском языке (издание 1984 года): «Because by means of him all [other] things were created in the heavens and upon the earth, the things visible and the things invisible, no matter whether they are thrones or lordships or governments or authorities. All [other] things have been created through him and for him. Also, he is before all [other] things and by means of him all [other] things were made to exist» (слово «other» взято в квадратные скобки, что указывает на то, что слово добавлено переводчиком).
ПНМ на русском языке: «Посредством его сотворено всё остальное на небе и на земле, видимое и невидимое, будь то престолы, или господства, или правительства, или власти. Всё это было сотворено через него и для него. И он есть прежде всего, и всё остальное начало существовать через него».
Согласно критическому комментарию Б. М. Мецгера, опубликованному в 1953 году, слово other («остальное») в английской версии ПНМ — неоправданная вставка.
В 1999 году в защиту ПНМ выступил свидетель Иеговы, норвежский лингвист Рольф Фурули. В 2011 году его книга была переведена на русский язык. О переводе этого стиха в ПНМ он говорил следующее: «слово pas или pan не всегда имеет всеобъемлющее значение. В зависимости от контекста оно может обозначать как „абсолютно всё“, так и „все виды“, „все типы“ или „все остальные“… С чисто лингвистической точки зрения перевод „всё остальное“ в Кол. 1:16—17, 20 необязателен, но возможен. Иными словами, ПНМ мог бы использовать слово „остальное“ и без скобок, поскольку в данном контексте это не дополнение и не интерполяция, а оправданный смысловой элемент слова pas».
В 2012 году с опровержением доводов Фурули выступил ранее упомянутый А. С. Десницкий. Он утверждал, что греческое слово πας («всё») можно переводить русским «всё остальное» только на основании контекста, оговаривающего добавление прилагательного «остальное» в перевод. Но так как здесь контекст ничего такого не оговаривает, добавление этого прилагательного искажает смысл греческого текста. По его мнению, согласно Синодальному переводу, Христос и есть Творец, тогда как прочтение «посредством его сотворено всё остальное» исключает понимание, что Христос — Творец, но даёт понять, что Бог сначала создал его. Однако, как считает Десницкий, текст «подробно перечисляет, что было сотворено Христом, не оставляя ни малейшей возможности включить в ряд сотворенного и Его Самого».
О ПНМ вообще и о его защите Рольфом Фурули Десницкий говорил: «Ни на каком другом известном мне примере невозможно увидеть так ясно, как переводчик может искажать смысл переводимого текста, а „независимый эксперт“ — оправдывать эти искажения, пользуясь научной фразеологией (но никак не научным методом)».

### Примеры смысловых отличий от Синодального перевода
| Стихи      | Синодальный перевод                                                               | Перевод нового мира | Греческий текст Весткотта-Хорта                                                                                           |
| ---------- | --------------------------------------------------------------------------------- | --- | --- |
| Быт. 1:2   | …и Дух Божий носился над водою.                                                   | …и действующая сила Бога носилась над поверхностью вод.                                                                      | |
| Ин. 1:1    | В начале было Слово, и Слово было у Бога, и Слово было Бог.                       | В начале было Слово, и Слово было с Богом, и Слово было богом (в издании 2007 года сноска — Или богоподобным, божественным). | ΕΝ ΑΡΧΗ ἦν ὁ λόγος καὶ ὁ λόγος ἦν προς τὸν θεόν καὶ θεὸς ἦν ὁ λόγος                                                       |
| Мф. 28:19  | Итак идите, научите все народы, крестя их во имя Отца и Сына и Святаго Духа       | Поэтому идите и во всех народах подготавливайте учеников, крестя их во имя Отца, Сына и святого духа                         | πορευθέντες οὖν μαθητεύσατε πάντα τὰ ἔθνη βαπτίζοντες αὐτοὺς εἰς τὸ ὄνομα τοῦ πατρὸς καὶ τοῦ υἱοῦ καὶ τοῦ ἁγίου πνεύματος |
| Кол. 1:15  | …образ Бога невидимого, рождённый прежде всякой твари.                            | …образ невидимого Бога, первенец из всего творения.                                                                          | …εἰκὼν τοῦ θεοῦ τοῦ ἀοράτου πρωτότοκος πάσης κτίσεως.                                                                     |
| Евр. 1:8,9 | А о Сыне: «престол Твой, Боже, в век века … помазал Тебя, Боже, Бог Твой, елеем…» | А о Сыне: «Бог будет твоим престолом навечно … помазал тебя Бог, твой Бог, маслом…»                                          | προς δὲ τὸν υἱόν ὁ θρόνος σου ὁ θεός εἰς τὸν αἰῶνα [τοῦ αἰῶνος] … ἔχρισέν σε ὁ θεός ὁ θεός σου ἔλαιον…                    |

Хотя авторы «Перевода нового мира» в предисловии к изданию уверяют читателей в точности и буквальности своего произведения, а также в его соответствии наиболее авторитетным источникам (в частности, изданию греческого Нового Завета Весткотта и Хорта), основная цель перевода, по мнению его критиков, состоит в искажении библейского текста ради достижения внутриконфессиональных целей (например, обоснования отрицания божественности Иисуса Христа). Это, по их мнению, становится очевидным при сравнении оригинального греческого текста (по изданию Весткотта и Хорта) с данным переводом.

#### Анализ некоторых сравнений
- Пример № 1 — Деяния 20:28:

«τὴν ἐκκλησίαν τοῦ θεοῦ ἣν περιεποιήσατο δια τοῦ αἵματος τοῦ ἰδίου»,
что, согласно Синодальному Переводу и ряду других переводов, переводятся как:
«Церковь Господа и Бога, которую Он приобрёл через собственную Кровь».
Эти слова, по мнению богословов традиционных христианских конфессий, доказывают то, что Иисус — Бог. «Перевод нового мира» данный текст передаёт иначе:
«the congregation of God, which he purchased with the blood of his own [Son]».
«собрание Бога, которое он приобрёл кровью своего [Сына]».
Слово ιδιου является родительным падежом слова ιδιος («свой, собственный»). По мнению авторов «Перевода нового мира», употребление слова ιδιου без выраженного существительного возможно (такое встречается в Иоанна 1:11, 13:1; Деяния 4:23, 24:23), а форма единственного числа этого слова говорит о нежности и близких отношениях. Поэтому переводчики считают, что здесь имеется в виду Иисус, а не Бог. Также они приводят довод, что аналогичным образом стих переводится и во многих других переводах (как русскоязычных, так и англоязычных), в том числе тех, авторы которых верят в Троицу.
В частности, согласно переводу Ф. Фентона the Holy Bible in Modern English, опубликованному в Лондоне в 1903 году, последняя часть стиха звучит так: with the blood of His own Son («кровью Его собственного Сына»).
- Пример № 2 — Римлянам 9:5:

«καὶ ἐξ ὧν ὁ Χριστὸς τὸ κατα σάρκα ὁ ὢν ἐπι πάντων θεὸς εὐλογητὸς εἰς τοὺς αἰῶνας ἀμήν».
«и из которых Христос по плоти сущий над всеми Бог благословенный на века аминь» (дословный перевод).
Смысл написанного без знаков препинания, по мнению богословов традиционных христианских конфессий, указывает на Христа как воплощённого Бога. Критики «Перевода нового мира» поэтому полагают, что в нём данное предложение искусственно расчленяется на две части и для усиления эффекта переставляются местами слова и делаются смысловые вставки, тем самым в корне изменяя суть написанного:
«and from whom the Christ [sprang] according to the flesh: God, who is over all, [be] blessed forever. Amen».
«и от них произошёл по плоти Христос. Бог же, который над всем, да будет благословен вовеки. Аминь».
Однако по мнению авторов «Перевода нового мира», такой перевод является более корректным, чем традиционный. В частности, они ссылаются на ряд научных исследований текстологии Нового Завета XIX века, в которых показано, что языковая конструкция ο ων в данном стихе является началом независимого предложения или пункта, и что такой вариант перевода абсолютно корректен с точки зрения грамматики и лексики. Авторы «Перевода нового мира» также указывают на то, что по тем же причинам стих аналогичным образом передаётся и во многих других переводах (как англоязычных, так и русскоязычных) в том числе тех, авторы которых считают Христа Богом.
- Пример № 3 — Римлянам 10:9, 13:

ὅτι ἐὰν ὁμολογήσῃς ἐν τῷ στόματί σου κύριον Ἰησοῦν… σωθήσῃ… πᾶς γὰρ ὃς ἂν ἐπικαλέσηται τὸ ὄνομα κυρίου σωθήσεται.
Ибо, если устами твоими будешь исповедовать Иисуса Господом… то спасёшься… Ибо «всякий, кто призовёт имя Господне, спасётся».
Перевод нового мира вместо слова «Господь» в стихе 13 использует имя «Иегова»:
For if you publicly declare with your mouth that Jesus is Lord… you will be saved… For «everyone who calls on the name of Jehovah will be saved».
И если ты всенародно возвещаешь это «слово, которое в твоих устах», что Иисус есть Господь… то спасёшься… «Каждый, кто призывает имя Иеговы, спасётся».
- Пример № 4 — 1 Иоанна 5:20:

«οἴδαμεν δὲ ὅτι ὁ υἱὸς τοῦ θεοῦ ἥκει καὶ δέδωκεν ἡμῖν διανοιαν ἵνα γινώσκωμεν τὸν ἀληθινόν καὶ ἐσμὲν ἐν τῷ ἀληθινῷ ἐν τῷ υἱῷ αὐτοῦ Ἰησοῦ Χριστῷ οὗτός ἐστιν ὁ ἀληθινὸς θεὸς καὶ ζωὴ αἰώνιος».
«Знаем также, что Сын Божий пришёл и дал нам свет и разум, да познаем Бога истинного и да будем в истинном Сыне Его Иисусе Христе. Сей есть истинный Бог и жизнь вечная» (Синодальный перевод).
Перевод нового мира передаёт этот текст так:
«И мы знаем, что Сын Бога пришёл и дал нам разум, чтобы мы познали истинного Бога. И мы в единстве с истинным Богом через его Сына Иисуса Христа. Он — истинный Бог и вечная жизнь».

### Анонимность и компетентность переводчиков
Общество сторожевой башни получило право от комитета «Перевода нового мира» на издание этого перевода с условием, что имена переводчиков не будут разглашены ни при их жизни, ни после их смерти. Бывший член Руководящего совета свидетелей Иеговы Реймонд Френц после своего исключения из организации опубликовал их имена в своих работах. С его слов комитет состоял из следующих членов Руководящего совета свидетелей Иеговы:
- Фредерик Френц (Frederick Franz) — 4-й президент Общества
- Джордж Гангас (George Gangas)
- Карл Кляйн (Karl Klein)
- Натан Норр (Nathan Knorr) — 3-й президент Общества
- Альберт Шрёдер (Albert Schroeder)

Критики утверждают, что познания названных членов комитета в библейских языках в высшей степени сомнительны. Например, Фредерик Френц во время судебного процесса в 1954 году в Шотландии заявил, что «не говорит на иврите», и что он «не возьмётся» перевести с английского на иврит текст стиха 2:4. Этот эпизод ничего не говорит о компетентности остальных членов комитета, а также относится только к первоначальному изданию перевода, которое позже было трижды переработано в последующих изданиях Перевода нового мира.

## Запрет в России
17 августа 2017 года Выборгский городской суд признал, что Библия в русском «Переводе нового мира» издания 2007 года является экстремистским материалом. В Федеральный список экстремистских материалов Библия попала под номером 4488.
В основе решения лежала экспертиза, выполненная лицами, не обладающими необходимыми для этого профессиональными компетенциями — не имеющими ни профильного образования, ни связанных с библеистикой научных публикаций (учительница математики Н.Н. Крюкова, политолог В.С. Котельников и переводчик с английского и немецкого языков А.Е. Тарасов). Данная экспертиза получила отзыв, подписанный 27 профильными российскими учёными (историками, филологами, библеистами), в котором была подвергнута критике как некомпетентная и непрофессиональная, а основанные на ней судебные решения названы дискредитирующими российское правосудие.
Решение суда было вынесено несмотря на прямой законодательный запрет признавать Библию и цитаты из неё экстремистскими. Для этой цели эксперты пытались доказывать тезис, что «Перевод нового мира» якобы не является Библией, аргументируя это тем, что он отличается от Синодального перевода, переведён с английского языка и прочими особенностями перевода. Согласно вышеупомянутому отзыву учёных на экспертизу, такие доводы могут «разбираться в научной рецензии», но «не являются аргументами в пользу того, чтобы не считать „Перевод Нового Мира“ переводом Библии».
Решение суда было подвергнуто критике даже известным борцом с нетрадиционными религиозными организациями, президентом Центра религиоведческих исследований во имя священномученика Иринея Лионского, заместителем председателя Экспертного совета по проведению государственной религиоведческой экспертизы при Минюсте РФ, православным богословом А. Л. Дворкиным. Дворкин считает решение о запрете Перевода нового мира «непродуманным, ошибочным и чрезвычайно вредным», а также не соответствующим российскому законодательству. По его мнению, «это всё же перевод Библии, хоть и искажённый. А Библия, как её не искажай, не может быть экстремистской, что очевидно как здравому смыслу, так и подтверждено законом нашей страны». Кроме того, он высказал мнение, что своим решением суд «фактически дезавуировал само понятие экстремизма, лишив конкретный термин какого-либо смысла», чем «вольно или невольно обессмыслил и все предыдущие решения судов с подобными формулировками», что «наносит громадные имиджевые потери нашей стране» и «может запустить цепь ещё более бессмысленных решений в дальнейшем». Дворкин выразил надежду, что «следующая судебная инстанция проявит мудрость и здравый смысл и опровергнет это решение».